# Список історичних невизнаних держав і залежних територій
Ці списки історичних невизнаних, або частково визнаних держав і урядів, дають уявлення про геополітичні утворення, які не були визнаними іншими країнами. Перелічені тут держави де-факто контролювали заявлену територію та були самоврядними, з бажанням здобути повну незалежність, або, якщо вони не мали контролю над своєю територією, вони були визнані принаймні однією іншою визнаною державою.

## Критерії включення
Критерії включення до цього списку аналогічні критеріям списку держав та територій з обмеженим визнанням. Щоб бути включеною до цього списку, держава має претендувати на суверенітет, не мати визнання хоча б однією визнаною державою протягом значної частини свого існування, або:
- мати населення та уряд, здатний вступати у відносини з іншими державами;
- мати фактичний контроль над територією або значною частиною території визнаної або суверенної держави.

## Історичні невизнані або частково визнані держави

### Африка
Загальна кількість країн на Африканському континенті варіюється через нестабільність у всьому регіоні.
Багато лідерів маргіналізували етнічні групи та роздмухували етнічні конфлікти заради політичної вигоди. У багатьох країнах військові вважалися єдиною групою, здатною ефективно підтримувати порядок, і вони керували багатьма країнами Африки протягом 1970-х і початку 1980-х років. У період з початку 1960-х і до кінця 1980-х років в Африці відбулося понад 70 переворотів і 13 вбивств президентів. Прикордонні й територіальні суперечки також були поширеним явищем, а нав'язані Європою кордони багатьох країн широко оскаржувались через збройні конфлікти.
Однак у 21 столітті кількість збройних конфліктів в Африці неухильно зменшується. Наприклад, громадянська війна в Анголі завершилася у 2002 році, після 30 років протистояння. Покращення стабільності та економічні реформи призвели до значного збільшення іноземних інвестицій, в основному з Китаю, що стимулювало швидке економічне зростання в багатьох країнах. Кілька африканських економік були одними з найбільш швидкозростаючих у світі станом на 2011 рік і цей ріст продовжується станом на 2019.

#### Від античності до 19 століття
| Назва                         | Період    | Сьогодні                                 | Примітки |
| ----------------------------- | --------- | ---------------------------------------- | --- |
| Кел Ахаггар                   | 1750-1977 | Частина Алжиру                           | Конфедерація туарегів, що населяють гори Ахаггар в Алжирі. Вважається, що конфедерацію заснувала туарезька цариця Тін Хінан, монументальна гробниця якої знаходиться в Абалессі. |
| Республіка Свеллендам         | 1795      | Частина Південно-Африканської Республіки | Республіка, проголошена в результаті повстання проти голландської Ост-Індійської компанії. Вона проіснувала 3 місяці, після чого була повторно включена до складу Капської колонії. |
| Граафф-Рейнет                 | 1795      | Частина Південно-Африканської Республіки | Утворена в результаті повстання проти голландської Ост-Індійської компанії. |
| Острови Рефрешмент            | 1811-1816 | Частина Британських заморських територій | Проголошені американським китобоєм Джонатаном Ламбертом і його трьома поплічниками, які стали першими постійними мешканцями сучасних островів Тристан-да-Кунья у Південній Атлантиці. Ламберт оголосив себе сувереном островів. Анексовані у 1816 році Капською колонією під владою Великої Британії, щоб запобігти анексії островів Францією. |
| Західний Грикваленд           | 1813      | Частина Південно-Африканської Республіки | Користуючись фактичною незалежністю з моменту заснування Грикватауна у 1813, Західний Грикваленд врешті-решт проголосив себе британської колонією у 1873. Не отримав визнання ні з боку Великобританії, ні з боку сусідньої Капської колонії. |
| Республіка Почефструм         | 1830      | Частина Південно-Африканської Республіки | Республіка, яка проіснувала лише декілька місяців до об'єднання з Республікою Вінбург. Фактично була містом-державою. |
| Республіка Вінбург            | 1836      | Частина Південно-Африканської Республіки | Заснована на землях біля річок Вет і Вааль, подарованих вождем батаунгів Макваною у 1836 році в обмін на захист від сусідніх племен басото. У 1838 об'єдналася з новоствореною Республікою Почефструм, утворивши Республіку Вінбург-Почефструм. |
| Республіка Вінбург-Почефструм | 1838      | Частина Південно-Африканської Республіки | Утворена в результаті об'єднання Республіки Вінбург і Республіки Почефструм у 1838 році. Проіснувала до того часу, поки Почефструм не вийшов з унії і не приєднався до Пітермаріцбургу. |
| Республіка Наталь             | 1839      | Частина Південно-Африканської Республіки | Заснована в 1839 місцевими африкаансмовними бурами після битви на Кривавій річці. Проіснувала чотири роки, перш ніж була анексована британськими військами під командуванням Джорджа Непера. |
| Республіка Андріс-Охріґстад   | 1845      | Частина Південно-Африканської Республіки | Форт був заснований групою фуртрекерів під керівництвом Андріса Гендріка Потгітера за допомогою нідерландського купця Грегоріуса Огріґа. Поселенці прибули у 1845 році, але померли від малярії. Були змушені покинути цю територію, тому республіка припинила своє існування у 1849. |
| Ліберія                       | 1847-1862 | Незалежна держава                        | Група афроамериканських поселень у Західній Африці, спонсором якої було Американське колонізаційне товариство. Метою Ліберії була репатріація звільнених рабів назад до Африки зі Сполучених Штатів. Уряд США відмовлявся визванати незалежність Ліберії до 1862 року. |
| Республіка Меріленд           | 1854-1857 | Частина Ліберії                          | Афроамериканське поселення, незалежність якого не було визнано Сполученими Штатами. Приєдналося до також невизнаної Ліберії у 1857 у відповідь на повстання тубільців. |
| Республіка Утрехт             | 1854      | Частина Південно-Африканської Республіки | Республіка, проголошена Андреасом Теодорусом Шпісом після купівлі землі у короля зулусів Мпанде. У 1858 приєдналася до Ліденбурзької Республіки. |
| Ліденбурзька Республіка       | 1856      | Частина Південно-Африканської Республіки | Бурська республіка, яка була створена після розпаду Республіки Андріс-Охріґстад. Згодом ця держава розширилася шляхом включення Республіки Утрехт до свого складу в 1858 році. Проіснувала до 1860 року, коли була включена до складу Південно-Африканської Республіки. |
| Республіка Зутпансберг        | 1857      | Частина Південно-Африканської Республіки | Невелика бурська республіка, яка приєдналася до Південно-Африканської Республіки у 1864. Білі поселенці в Зутпансберзі протягом багатьох років мали репутацію анархістів, а згодом стали вважатися «типовими бурами, що відстали від життя». У Зутпансберзі проживало більше корінного населення, ніж у будь-якому іншому регіоні Трансвааля. |
| Республіка Кліпдріфт          | 1870      | Частина Південно-Африканської Республіки | Республіка, проголошена під час суперечки за алмазні копальні поблизу території, яка згодом стала Західним Гриквалендом. |
| Республіка Стеллаленд         | 1882      | Частина Південно-Африканської Республіки | Бурська республіка, яка існувала незадовго до об'єднання з сусідньою бурської республікою, Державою Гошен. |
| Вільна Республіка Регобот     | 1872-1990 | Частина Намібії                          | Бастери — етнічна група змішаного расового походження, яка залишила Капську колонію у 1868 році й оселилася на території високого плато між пустелями Наміб і Калахарі, де в 1872 заснували Вільну Республіку Регобот. Вони прийняли конституцію, відому мовою африкаанс як Vaderlike Wette (Батьківські закони), яка продовжує регулювати внутрішні справи громади бастерів у 21 столітті. Після проголошення незалежності Намібії у 1990 році, нова держава конфіскувала всю територію Регобот без жодної компенсації. |
| Держава Гошен                 | 1882      | Частина Південно-Африканської Республіки | Бурська республіка, яка у 1883 році об'єдналася з Республікою Стеллаленд, утворивши Сполучені Штати Стеллаленд. |
| Сполучені Штати Стеллаленд    | 1883      | Частина Південно-Африканської Республіки | Бурська республіка, що утворилася в результаті об'єднання сусідніх Республіки Стеллаленд і Держави Гошен. Проіснувала до 10 вересня 1884, ставши протекторатом Південно-Африканської Республіки, а через 6 днів була анексована. |
| Республіка Нійове             | 1884-1888 | Частина Південно-Африканської Республіки | Створена 16 серпня 1884 року на землях, подарованих зулусами за угодою. Територія входила до складу старої бурської республіки Наталь. Користувалася власною незалежністю, допоки не була анексована Південно-Африканською Республікою за власним бажанням. |
| Махдистська Держава           | 1885-1889 | Частина Судану                           | Ісламська держава, створена під час махдистської війни повстанцями. Повстання зазнало невдачі й держава була ліквідована. |
| Кляйн Вістаат                 | 1886      | Частина Південно-Африканської Республіки | Бурська республіка, яка проголосила свою незалежність від земель, що раніше контролювалися свазьким королем Мсваті II. У 1891 році була включена до складу ПАР за власним бажанням. |
| Нова Москва                   | 1889      | Частина Джибуті                          | Російська колонія, яка не була санкціонована російським урядом. Територія Нової Москви перебувала під нібито владою Французького Сомалі, яка змусила колоністів здатися й повернутися назад до Росії. |
| Держава Дервішів              | 1895-1920 | Частина Сомалі й Ефіопії.                | Держава в Сіід-Нугаалі, королем якої був Діріє Гуре, а його емір Мохаммед Абдулла Хассан розпочав збройний опір проти колоніальних держав у Сомалі. Урешті-решт держава була розгромлена британцями, італійцями та ефіопцями в 1920. |

#### 20 і 21 століття
| Назва                               | Період                          | Сьогодні                                            | Примітки |
| ----------------------------------- | ------------------------------- | --------------------------------------------------- | --- |
| Сахарська Імперія                   | 1903-1908                       | Частина Марокко                                     | Самопроголошена монархія, заснована багатим французом Жаком Лебоді, який бажав створити імперську територію на мисі Хубі. Лебоді підтримували до 400 найманців і 16 гармат. Його імперія не була визнана жодною країною. |
| Заянська Конфедерація               | 1914-1921                       | Частина Марокко                                     | Конфедерація берберських племен у Марокко, яка кілька років чинила опір французькому завоюванню у горах Середнього Атласу. Конфедерація була підтримана Центральними державами після початку Першої світової війни й була підкорена лише після укладення Версальського мирного договору. |
| Дарфурський Султанат                | 1915-1916                       | Частина Судану                                      | Протекторат Англо-Єгипетського Судану. Султан Алі Дінар зрікся присяги на вірність Британській Імперії на користь Османської Імперії, після їх вступу в Першу світову війну проти Британії. Повстання було придушене під час Дарфуської експедиції 1916 року. |
| Сенусія                             | 1915-1917, 1923-1932, 1939-1951 | Частина Лівії і Нігеру                              | Арабський релігійний орден, який контролював більшу частину Лівії та півночі Нігеру на початку 20 століття. Воював проти французької колоніальної експансії у Нігері під час повстання Каосена. Боровся проти італійської колонізації в три етапи : - кампанія Сенуссі під час Першої світової війни за підтримки Центральних держав, особливо Османської Імперії, яка раніше керувала цим регіоном; - Друга італо-сенусійська війна, також відома як «Умиротворення Лівії», в ході якої відбувалися жорстокі воєнні злочини; - Північно-Африканська кампанія Другої світової війни, зокрема кампанія в Лівійській пустелі. |
| Триполітанська Республіка           | 1918-1923                       | Частина Лівії                                       | Республіка, проголошена після Паризької мирної конференції. Розпалася близько 1923 року й була приєднана до Італійської Триполітанії. |
| Рифська Республіка                  | 1921-1926                       | Частина Марокко                                     | Незалежна берберська республіка, проголошена після повстання проти іспанського панування в регіоні Риф на півночі Марокко. Республіка складалася з конфедерації багатьох берберських племен. Була розгромлена Іспанією за військової допомоги Франції в ході тривалої Рифської війни. |
| Західно-Галльська Конфедерація      | 1936                            | Частина Ефіопії                                     | Держава оромо на заході Ефіопії, проголошена після перемоги Італії у Другій італо-ефіопській війні. Звернулася з проханням прийняти її як підмандатну територію Великої Британії, щоб уникнути приєднання до Італійської Імперії, але не була визнана жодною країною, і протягом року була окупована італійською армією. |
| Ефіопська Імперія                   | 1937-1941                       | Частина Ефіопії                                     | Окупована Італією в результаті Другої італо-ефіопської війни. Попри лобіювання ефіопського імператора Хайле Селассіє I у вигнанні, до 1937 лише шість держав не визнавали контроль Італії над Ефіопією (Китай, Нова Зеландія, Радянський Союз, Іспанія, Мексика і Сполучені Штати Америки). Під час Східноафриканської кампанії Другої світової війни союзники визнали Селассіє і відновили повну незалежність Ефіопії. |
| Провінція Тиграй                    | 1943                            | Частина Ефіопії                                     | Тиграйське повстання, відоме як повстання Войане. Після повернення до влади Ефіопії імператора Селассіє у 1941 році, він спробував централізувати країну, яка все ще залишалася феодальною, що призвело до повстання в провінції Тиграй. Повстанці не були сепаратистами, а прагнули до регіональної автономії та самоврядування. Повстання було придушене за підтримки британської авіації. |
| Султанат М'Сімбаті                  | 1959                            | Частина Танзанії                                    | Летем Леслі-Мур, колишній державний службовець, оголосив про відокремлення «Султанату М'Сімбаті» від тодішньої колонії Танганьїка. «Відокремлення» було придушене у 1962 році урядовими військами Танзанії. |
| Королівство Санві                   | 1959-1970                       | Частина Кот-д'Івуару                                | Після проголошення незалежності Кот-д'Івуару, традиційне королівство Санві кілька разів намагалося відокремитися від республіки. У 1960 король Санві навіть сформував невизнаний уряд у вигнанні в Гані. З цим рухом боровся президент Фелікс Уфуе-Буаньї, частково за допомогою французьких збройних сил. |
| Катанга                             | 1960-1963                       | Частина Демократичної Республіки Конго              | Оголосила сецесію під час Конголезької кризи. Після деколонізації контролювала однойменну державу у складі колишнього Бельгійського Конго. Хоча Катанга не була визнана жодною країною, вона отримувала значну фінансову, військову та політичну підтримку з боку Бельгії, Центральноафриканської Федерації та Португалії. Лобісти від імені Катанги також безуспішно намагалися підкупити уряд Коста-Ріки в обмін на дипломатичне визнання. |
| Південне Касаї                      | 1960-1962                       | Частина Демократичної Республіки Конго              | Оголосило про відокремлення під час Конголезької кризи. На відміну від Катанги, Південне Касаї не відокремилося повністю від Конго, а прагнуло повної автономії. Автономія не була визнана жодною державою, але отримала певну підтримку від інших держав, особливо Бельгії. Офіційна назва країни - «Гірничодобувна держава Південне Касаї». |
| Рвензурурський рух                  | 1962-1982                       | Частина Уганди                                      | Сепаратистський рух, який розпочався напередодні деколонізації Уганди й тривав протягом двадцяти років. У складі колоніальної Уганди кільком королівствам було дозволено продовжити своє існування як субнаціональні утворення з певною автономією. Народ регіону Рвензуруру вимагав відокремлення від королівства Тооро у вигляді власної монархії, але отримав відмову від колоніального уряду. Королівство Рвензуруру проголосило свою незалежність за три місяці до проголошення незалежності Уганди. Після двох десятиліть конфлікту, Рвензуруру стало автономним королівством у складі Уганди.                        |
| Народна Республіка Занзібар і Пемба | 1964                            | Частина Танзанії                                    | Після перевороту 17 січня 1964 року, у результаті якого було повалено султана Занзібару, революційна група, що претендувала на представництво чорношкірої більшості острова, проголосила Народну Республіку Занзібар і Пемба. Вона одразу ж запропонувала створити унію уряду Танганьїки. |
| Родезія                             | 1965-1979                       | Частина Зімбабве                                    | Односторонньо проголосила незалежність у 1965. Не отримала офіційно визнання від жодної держави. Мала дипломатичні відносини з Південно-Африканською Республікою, яка не визнала Родезію, щоб зберегти свої крихкі позиції з іншими країнами, але часто надавала допомогу республіці. Португалія також підтримала неформальні відносини до Революції гвоздик 1974 року. |
| Біафра                              | 1967-1970                       | Частина Нігерії                                     | Держава, яка відокремилася від Нігерії, після здобуття нею незалежності через етнічні розбіжності, що спричинили громадянську війну в Нігерії. |
| Республіка Бенін                    | 1967                            | Частина Нігерії                                     | Окупована Біафрою у серпні 1967, у вересні отримала незалежність як маріонеткова держава. Територія повернута нігерійською армією через день після проголошення незалежності. |
| Тимчасовий уряд Південного Судану   | 1967-1969                       | Частина Південного Судану                           | Африканський повстанський рух, сформований з руху Аняня під час Першої громадянської війни в Судані, повстав проти переважно мусульманського, арабомовного суданського уряду. Сепаратистський рух був сповнений політичних суперечок й етнічної напруженості у власних лавах. Розпався в 1969 й був реформований у Тимчасовий уряд Нілу. |
| Тимчасовий уряд Нілу                | 1969-1970                       | Частина Південного Судану                           | Сформований на базі Тимчасового уряду Південного Судану, як спроба ребрендингу держави з Південного Судану на Республіку Ніл. Розпалася через рік внаслідок державного перевороту. Після цього більшість сепаратистів погодилися з Аддис-Абебською угодою 1972 року, за якою більша частина Аняни погодилася визнати суданський уряд в обмін на автономію, що поклало край Першій громадянській війні в Судані. |
| Калакутська Республіка              | 1970-1977                       | Частина Нігерії                                     | Мікродержава, створена політичним активістом Фелою Куті, всупереч нігерійській військовій хунті. Розгромлена нігерійськими збройними силами в 1977. |
| Каоколенд                           | 1970-1989                       | Частина Намібії                                     | Колишня апартеїдна бантустанська держава, утворена й визнана тільки такими самими державами й ПАР. |
| Кіскей                              | 1972-1994                       | Частина Південно-Африканської Республіки            | Колишня апартеїдна бантустанська держава, утворена й визнана тільки такими самими державами й ПАР. |
| Мартіазо                            | 1972                            | Частина Бурунді                                     | Держава, проголошена сепаратистами хуту в гірській комуні Вузіго. Проіснувала трохи більше тижня. |
| Республіка Кабінда                  | 1975                            | Частина Анголи                                      | Кабінда була португальським протекторатом, відомим як Португальське Конго. У період португальської колоніальної війни, за незалежність Кабінди воював Фронт за визволення анклаву Кабінда. Незалежність була проголошена 1 серпня 1975 року. Кабінда була захоплена силами Народного руху за визволення Анголи, за підтримки кубинських військ. |
| Транскей                            | 1976-1994                       | Частина Південно-Африканської Республіки            | Колишня апартеїдна бантустанська держава, утворена й визнана тільки такими самими державами й ПАР. |
| Бопутатсвана                        | 1977-1994                       | Частина Південно-Африканської Республіки            | Колишня апартеїдна бантустанська держава, утворена й визнана тільки такими самими державами й ПАР. Ізраїль розширив маргінальне визнання Бопутатсвани, дозволивши їй створити торгове представництво в Тель-Авіві. У 1993 Бопутатсвана створила інформаційний центр у Латвії. |
| Зімбабве-Родезія                    | 1979                            | Зімбабве                                            | Односторонньо проголосила незалежність у 1965. Не отримала офіційного визнання від жодної держави. Мала дипломатичні відносини з Південно-Африканською Республікою, яка не визнала Родезію, щоб зберегти свої крихкі позиції з іншими країнами, але часто надавала допомогу республіці. Португалія також підтримала неформальні відносини до Революції гвоздик 1974 року. Держава отримала повне міжнародне визнання після підписання Ланкастергаузької угоди в 1979, і 18 квітня 1980 стала незалежною Республікою Зімбабве.                                                                                               |
| Венда                               | 1979-1994                       | Частина Південно-Африканської Республіки            | Колишня апартеїдна бантустанська держава, утворена й визнана тільки такими самими державами й ПАР. |
| Тсваналенд                          | 1979-1989                       | Частина Намібії                                     | Колишня апартеїдна бантустанська держава, утворена й визнана тільки такими самими державами й ПАР. |
| Дамараленд                          | 1980-1989                       | Частина Намібії                                     | Колишня апартеїдна бантустанська держава, утворена й визнана тільки такими самими державами й ПАР. |
| Намаленд                            | 1980-1989                       | Частина Намібії                                     | Колишня апартеїдна бантустанська держава, утворена й визнана тільки такими самими державами й ПАР. |
| Казаманс                            | 1982-2014                       | Частина Сенегалу                                    | У конфлікті в Казамансі брав участь рух за незалежність, що в цілому не існував. Конфлікт значною мірою виник на ґрунті етнічного розколу між більш заможним народом волоф на півночі Сенегалу, який становить значну частину населення країни, та менш заможними етнічними групами на півдні Сенегалу (насамперед, народністю діола). Конфлікт тривав понад тридцять років з різним рівнем і стадіями насильства. У 2014 більшість сепаратистських угруповань домовилися з урядом Сенегалу про припинення вогню. |
| Бушменленд                          | 1989                            | Частина Намібії                                     | Колишня апартеїдна бантустанська держава, утворена й визнана тільки такими самими державами й ПАР. |
| Коронна Рада Ефіопії                | 1993-2004                       | Частина Ефіопії                                     | Уряд у вигнанні Ефіопської Імперії. Монархічний рух, сформований через 19 років після повалення ефіопської монархії комуністичною військовою хунтою, відомою як Дерг, у 1974 році. До 2004 року Коронна Рада переосмислила себе як таку, що більше не прагне політичної влади, а натомість зосереджується на збереженні культури. |
| Мохелі                              | 1997-1998                       | Частина Коморських Островів                         | Відокремилося у 1997, але наступного року спокійно приєдналося назад. |
| Анжуан                              | 1997, 2008                      | Частина Коморських Островів                         | Приєднався до Коморських островів, потім двічі відокремлювався, щоб здобути незалежність. Анжуан знову приєднався до Коморських островів після переговорів під час першого відокремлення. Після другого відокремлення сепаратистський уряд був усунутий військовим шляхом. |
| Капріві                             | 1999                            | Частина Намібії                                     | Сепаратистський рух, який здійснив повстання в 1999 за контроль над Смугою Капріві. |
| Джубаленд                           | 1998-1999                       | Частина Сомалі                                      | Ненадовго проголосила незалежність під час громадянської війни в Сомалі, на чолі з генералом Мохаммедом Саїдом Херсі Морганом, колишнім міністром оборони Сомалі й зятем Сіада Барре, колишнього військового диктатора Сомалі. Через рік Морган був усунутий від влади Альянсом Долини Джуби. |
| Демократична Республіка Бакасі      | 2006-2009                       | Частина Камеруну                                    | Невеликий сепаратистський рух на чолі з Рухом бакасі за самовизначення. Рух почав своє існування під час передачі спірної території Бакасі від Нігерії до Камеруну, коли місцеві лідери, які виступали проти передачі, проголосили незалежність. До 2009 року Камерун встановив повний контроль над Бакасі. |
| Маахір                              | 2007-2009                       | Частина Сомалі                                      | Короткотривала самопроголошена держава на кордоні між сомалійським штатом Пунтленд та Сомалілендом. Швидко увійшла до складу Пунтленду. |
| Республіка Азанія                   | 2011-2013                       | Частина Сомалі                                      | Республіка, яка претендувала на суверенітет над сомалійським штатом Джубаленд. Після захоплення більшої частини Джубаленду ісламським бойовим угрупованням Аш-Шабаб, Кенія перейшла у контрнаступ та надала допомогу у створенні республіки з числа колишньої адміністрації Джубаленду. Ці дії були засуджені Сомалі. У 2013 році Азанія знову перетворилася на Сомалійську державу Джубаленд. |
| Азавад                              | 2012                            | Частина Малі                                        | Підконтрольна територія на півночі Малі, не визнана жодною державою. |
| Хатумо                              | 2012-2017                       | Де-факто частина Сомаліленду, де-юре частина Сомалі | Припинила своє існування до 2015 року, і була повернута до складу Сомаліленду до 2017 року. |
| Республіка Логон                    | 2015-2021                       | Частина Центральноафриканської Республіки           | Також відома як Дар-ель-Куті, була самопроголошеним автономним регіоном і протодержавою. Утворена ісламським повстанським рухом «Народний фронт за відродження Центральноафриканської Республіки» за підтримки інших збройних угруповань 14 грудня 2015 року. 10 квітня 2021 року її фактичну столицю, Кага-Бандоро, було відвойовано урядовими військами. |

### Америка

#### Від античності до 19 століття
| Назва                                                                                 | Період               | Сьогодні                                                                        | Примітки |
| ------------------------------------------------------------------------------------- | -------------------- | ------------------------------------------------------------------------------- | --- |
| Мі'кма'кі                                                                             | ?-1867               | Частина Канади                                                                  | Досі претендує на статус незалежної держави |
| Каньярі                                                                               | 500-ті-1533          | Частина Еквадору                                                                | |
| Рада Трьох Вогнів                                                                     | 795-1783             | Частина Сполучених Штатів Америки                                               | Приєдналася до Північнозахідної Індійської Конфедерації |
| Нікойське Королівство                                                                 | 800-1600-ті          | Частина Коста-Ріки                                                              | |
| Ялаін                                                                                 | 1000-1697            | Частина Гватемали                                                               | |
| Табаско                                                                               | 1100-1519            | Частина Мексики                                                                 | |
| Коколлан                                                                              | 1100-1521            | Частина Мексики                                                                 | |
| Королівство Лупака                                                                    | 1150-1600            | Частина Перу                                                                    | |
| Королівство Петен-Іца                                                                 | 1194-1697            | Частина Белізу і Гватемали                                                      | |
| Чалко                                                                                 | 1200-ті-1521         | Частина Мексики                                                                 | |
| Амецьке Вождівство                                                                    | 1325-1522            | Частина Мексики                                                                 | |
| Конфедерація Тлашкала                                                                 | 1348-1520            | Частина Мексики                                                                 | |
| Ацтекська Імперія                                                                     | 1428-1521            | Частина Мексики                                                                 | |
| Імперія Інків                                                                         | 1438-1533            | Частина Перу, Болівії, Еквадору, Чилі, Аргентини і Колумбії                     | |
| Конфедерація Муїска                                                                   | 1450-1540            | Частина Колумбії                                                                | |
| Ценакоммака                                                                           | 1500-ті-1677         | Частина Сполучених Штатів Америки                                               | Також відома як Конфедерація Поухатан |
| Кляйн-Венедіг                                                                         | 1528-1546            | Частина Венесуели і Колумбії                                                    | Кляйн-Венедіг (також відома як Мала Венеція), або Вельзерланд, була найбільш значною територією німецької колонізації Америки, на якій банківська й патриціанська родина Вельзерів з імперських міст Аугсбург і Нюрнберг отримала колоніальні права в провінції Венесуела в обмін на борги імператора Священної Римської Імперії Карла V, який був також королем Іспанії. У 1528 році Карл V видав грамоту, за якою вельможам надавалися права на дослідження, управління та колонізацію цієї території, зокрема з мотивацією пошуку легендарного золотого міста Ельдорадо.                                                                         |
| Королівство Таламанка                                                                 | 1576-1862, 1867-1910 | Частина Коста Ріки                                                              | |
| Іллінойська Конфедерація                                                              | 1600-ті-1832         | Частина Сполучених Штатів Америки                                               | |
| Конфедерація Вабанакі                                                                 | 1680-ті-1862         | Частина Сполучених Штатів Америки, Сен-П'єр і Мікелон і Канади                  | |
| Залізна Конфедерація                                                                  | Раніше 1692-1850     | Частина Канади                                                                  | |
| Сім народів Канади                                                                    | 1700-ті-1836         | Частина Канади                                                                  | |
| Піратська Республіка                                                                  | 1706-1718            | Частина Багам і Островів Теркс і Кайкос                                         | |
| Сполучені Штати Америки                                                               | 1776-1783            | Незалежна держава                                                               | Тринадцять британських колоній проголосили себе незалежними у 1776 році під час Американської революції та об'єдналися, сформувавши Сполучені Штати Америки, які були визнані після підписання Паризького мирного договору у 1783. |
| Північнозахідна Індійська Конфедерація                                                | 1783-1795            | Частина Сполучених Штатів Америки                                               | |
| Республіка Вермонт                                                                    | 1777-1791            | Частина Сполучених Штатів Америки                                               | Стала штатом Вермонт. |
| Асоціація Ватауга                                                                     | 1772-1778            | Частина Сполучених Штатів Америки                                               | Увійшла до складу штату Північна Кароліна |
| Держава Фраклін                                                                       | 1784-1788            | Частина Сполучених Штатів Америки                                               | Існувала де-факто якнезалежна республіка після невдалої спроби державотворення. |
| Транс-Оконінська Республіка                                                           | 1794                 | Частина Сполучених Штатів Америки                                               | Короткотривала незалежна держава, яка існувала на захід від річки Оконі. Створена генералом Елайджею Кларком у травні 1794 року, щоб запобігти передачі новим федеральним урядом земель, на які претендувала Джорджія, назад до річки Оконі. У вересні того ж року війська штату й федеральні війська змусили Кларка та його прихильників здатися й залишити територію. |
| Держава Криків                                                                        | 1799-1802            | Частина Сполучених Штатів Америки                                               | Держава корінних американців в Іспанській Флориді, складалася з кількох племен криків і семінолів. Зникла після того, як іспанці захопили її засновника Вільяма Августа Боулза й вивезли до в'язниці на Кубі. |
| Республіка Південна Гаїті                                                             | 1810                 | Частина Гаїті                                                                   | Гаїті проголосила свою незалежність у 1804 під керівництвом Жана Жака Десаліна. Того ж року Десалін проголосив себе імператором. Після його вбивства в 1806 році Гаїті була розділена між Республікою Гаїті на півдні та Королівством Гаїті під керівництвом Генрі Крістофа на півночі. Ситуація ще більше ускладнилася після відокремлення Південної Гаїті на південному заході країни під керівництвом Андре Ріго в 1810 році. Через кілька місяців після захоплення влади Ріго помер і Південна Гаїті знову приєдналася до Республіки. У 1820 Генрі Крістоф закінчив життя самогубством. Незабаром після цього Гаїті було возз'єднано.           |
| Республіка Західна Флорида                                                            | 1810                 | Частина Сполучених Штатів Америки                                               | Республіка, що утворилася в результаті англо-американського повстання в іспанській Західній Флориді. Складалася з тієї частини Луїзіани, яка зараз відома як Флоридська парафія. Жодна з цих флоридських парафій не знаходилася на території сучасного штату Флорида. Всупереч бажанню більшості своїх лідерів, республіка була змушена підкоритися американській владі, а згодом була анексована. |
| Республіка Східна Флорида                                                             | 1812                 | Частина Сполучених Штатів Америки                                               | Республіка, проголошена переважно американськими повстанцями проти іспанського панування, з метою приєднання до США. Республіка мала підтримку президента Джеймса Монро. Через день після проголошення незалежності, повстанці здали свою територію американській армії. |
| Республіка Флорид                                                                     | 1817                 | Частина Сполучених Штатів Америки                                               | Республіка, проголошена Грегором МакГрегором, шотландським солдатом й авантюристом, після захоплення острова Амелія у Східній Флориді. Республіка претендувала на всю Західну та Східну Флориду, але насправді, єдиною територією, якою вона керувала, був острів Амелія. Після невдалої спроби іспанців відбити острів, його окупував військово-морський флот США. За договором Адамса-Оніса 1819 року, який набув чинності у 1821, Західна й Східна Флорида відійшли до Сполучених Штатів. |
| Республіка Техас                                                                      | 1819                 | Частина Мексики                                                                 | Була спробою взяти під контроль іспанський Техас за допомогою філібастерів. Її очолив Джеймс Лонг й успішно встановив невеликий незалежний уряд, відомий як Республіка Техас. Республіка розпалася пізніше того ж року, коли іспанські війська вигнали загарбників. У 1820 році Лонг повернувсяд до Техасу й спробував відновити свій контроль. У жовтні 1821 року Лонг був розбитий іспанськими військами, захоплений у полон і відправлений до Мехіко, де був убитий охоронцем. |
| Республіка Тукуман                                                                    | 1820                 | Частина Аргентини                                                               | Нині є частиною аргентинських провінцій Катамарка, Сантьяго-дель-Естеро й Тукуман. |
| Республіка Ентре-Ріос                                                                 | 1820-1821            | Частина Аргентини                                                               | Нині є частиною аргентинських провінцій Ентре-Ріос й Коррієнтес. |
| Пояіс                                                                                 | 1821-1837            | Частина Гондурасу                                                               | Територія, що не існує, на яку претендував шотландський авантюрист Грегор МакГрегор, який видавав себе за вождя вигаданої нації під назвою Пояіс. Він використовував свій фальшивий статус, щоб переконати сотні людей інвестувати у вигадану ним країну, багато з яких вирішили там оселитися. Більшість поселенців загинули, досягнувши «Пояіса», який насправді виявився безлюдними джунглями. МакГрегор продовжував користуватися аферистською схемою понад 16 років. |
| Екваторіальна Конфедерація                                                            | 1824                 | Частина Бразилії                                                                | |
| Республіка Мадаваска                                                                  | 1827-1842            | Частина Канади і Сполучених Штатів Америки                                      | |
| Республіка Індіан-Стрім                                                               | 1832-1835            | Частина Сполучених Штатів Америки                                               | Анексована Сполученими Штатами Америки. |
| Ріо-Грандійська Республіка                                                            | 1836-1845            | Частина Бразилії                                                                | Республіка була проголошена в результаті повстання Фаррапус. Повстання врешті-решт зазнало поразки й республіка була розпущена. Нині це бразильський штат Ріу-Гранді-ду-Сул |
| Республіка Південне Перу, Республіка Північне Перу і Перуано-Болівійська Конфедерація | 1836-1839            | Частина Аргентини, Бразилії, Болівії, Чилі, Колумбії, Парагваю, Еквадору і Перу | Перуансько-Болівійська Конфедерація була державою, що існувала в Південній Америці в період з 1836 до 1839 року. Першим і єдиним главою держави з титулом «Верховний захисник» був президент Болівії, маршал Андрес де Санта Крус. Конфедерація являла собою вільний союз між державами Перу (на той час розділеною на Республіку Північне Перу та Республіку Південне Перу) та Болівією. |
| Республіка Канада                                                                     | 1837-1838            | Частина Канади                                                                  | Самопроголошений уряд, який був сформований на острові Наві, на річці Ніагара, в останні дні повстання у Верхній Канаді. |
| Республіка Нижня Канада                                                               | 1837-1838            | Частина Канади                                                                  | Самопроголошений уряд, створений після повстання 1837 року в Нижній Канаді. |
| Республіка Лос-Альтос                                                                 | 1837-1840            | Частина Гватемали                                                               | Об'єднані провінції Центральної Америки протягом більшої частини свого існування роздиралися міжусобицями. Панівний клас Гватемали був нажаханий думкою про жорстокого губернатора-селянина Рафаеля Карреру й підштовхнув шість західних провінцій до відокремлення. У січні 1840 року Каррера відвоював Лос-Альтос. Лос-Альтос знову повстав, коли Каррера проголосив Гватемалу незалежною республікою в 1847, але вона була швидко придушена. |
| Республіка Жуліана                                                                    | 1839                 | Частина Бразилії                                                                | Нині є Санта-Катариною. |
| Республіка Ріо-Гранде                                                                 | 1840                 | Частина Сполучених Штатів Америки і Мексики                                     | Складалася з частини південного Техасу та трьох мексиканських штатів Коауїла, Нуево-Леон і Тамауліпас. |
| Республіка Юкатан                                                                     | 1841-1843, 1846-1848 | Частина Мексики                                                                 | Республіка, яка була проголошена після того, як мексиканський уряд намагався централізуватися. Намагалася приєднатися до США під час американо-мексиканської війни, та після відхилення пропозиції, по завершенню війни приєдналася до федеративної Мексики. |
| Адельсверейн                                                                          | 1842-1853            | Частина Сполучених Штатів Америки                                               | Колоніальна спроба створити нове німецьке поселення в межах Техасу. |
| Чан-Санта-Крус                                                                        | 1847-1915            | Частина Мексики                                                                 | Чан-Санта-Крус була територією мая на південному сході сучасного мексиканського штату Кінтана-Роо (у той час - Республіка Юкатан). Місцевий народ мая підняв повстання в 1847 році, після другого відокремлення Юкатану від Мексики, витіснивши майже всіх білих з півострова під час Юкатанської війни рас. Після поразки деякі повстанці мая заснували в джунглях розшаровану релігійну громаду, відому як Чан-Санта-Крус, яка залишалася базою повстанців протягом наступних п'ятдесяти років. Після десятиліть боротьби, у 1915 повстанці визнали мексиканський уряд, хоча деякі поселення продовжували антимексиканський опір до 1940-х років. |
| Каліфорнійська Республіка                                                             | 1846                 | Частина Сполучених Штатів Америки                                               | Утворена в ході англо-американського повстання в мексиканській Каліфорнії під час американо-мексиканської війни. Це державне утворення ніколи не відрізнялось високим рівнем організації й проіснувало лише кілька тижнів до того, як повстанці перейшли на бік Сполучених Штатів. |
| Дезерет                                                                               | 1846                 | Частина Сполучених Штатів Америки                                               | Штат Дезерет був утворений мормонами в 1849 році, а в 1850 став частиною Території Юта. |
| Острів Бівер                                                                          | 1850-1856            | Частина Сполучених Штатів Америки                                               | Мормонська теократія на чолі з Джеймсом Стренгом, який був проголошений королем Церкви Ісуса Христа Святих Останніх Днів, гілка якої перебувала в опозиції до Бригама Янґа і Церкви Ісуса Христа Святих Останніх Днів, вважаючи себе єдиною законною правонаступницею Церкви Христа, організованої Джозефом Смітом. Ця фракція «стренгітів» контролювала острів Бівер у штаті Мічиган до вбивства Стренга у 1856 році, після чого стренгіти були вигнані з цього району сусідніми жителями острова. |
| Держава Буенос-Айрес                                                                  | 1852-1861            | Частина Аргентини                                                               | |
| Республіка Баха-Каліфорнія                                                            | 1853-1854            | Частина Мексики                                                                 | Філібастер Вільям Вокер взяв під свій контроль Ла-Пас, столицю малонаселеної Нижньої Каліфорнії. Вокер оголосив Ла-Пас столицею нової республіки Баха-Каліфорнія, призначивши себе президентом, а конституцію скопіювавши зі штату Луїзіана. Хоча він так і не отримав контроль над Сонорою, менш ніж через три місяці він оголосив Нижню Каліфорнію частиною більшої Республіки Сонора. |
| Республіка Сонора                                                                     | 1854                 | Частина Мексики                                                                 | Об'єднання Сонори й Республіки Баха-Каліфорнія |
| Тимчасовий революційний уряд Сібао                                                    | 1857-1861            | Частина Домінікани                                                              | |
| Республіка Пальметто                                                                  | 1860-1861            | Частина Сполучених Штатів Америки                                               | Сепаратистська держава, утворена 20 грудня 1860 року, коли Південна Кароліна стала першим штатом, що вийшов зі складу США. Проіснувала півтора місяці, після чого стала членом-засновником Конфедеративних Штатів Америки. |
| Республіка Алабама                                                                    | 1861                 | Частина Сполучених Штатів Америки                                               | Сепаратистська держава, проголошена 11 січня 1861 року, коли штат Алабама вийшов зі складу Сполучених Штатів. Вона проіснувала лише місяць, після чого стала членом-засновником Конфедеративних Штатів Америки. |
| Королівство Арауканія та Патагонія                                                    | 1860-1862            | Частина Аргентини і Чилі                                                        | Створена французьким авантюристом, який намагався здобути легітимність для своєї держави. Самопроголошене королівство було здебільшого юридичною фікцією і контролювало лише невелику частину території, на яку претендувало. Насправді воєначальники мапуче, які підкорилися йому, були повністю автономними й використовували королівство лише як привід для отримання іноземної підтримки. Воно було завойоване й розділене між Аргентиною та Чилі. |
| Республіка Флорида                                                                    | 1861                 | Частина Сполучених Штатів Америки                                               | Сепаратистська держава, утворена 10 січня 1861 року, коли Флорида вийшла зі складу США. Проіснувала лише місяць, після чого стала членом-засновником Конфедеративних Штатів Америки. |
| Республіка Луїзіана                                                                   | 1861                 | Частина Сполучених Штатів Америки                                               | Сепаратистська держава, утворена 11 січня 1861 року, коли Луїзіана вийшла зі складу США. Проіснувала лише два з половиною тижні, після чого стала членом-засновником Конфедеративних Штатів Америки. |
| Республіка Міссісіпі                                                                  | 1861                 | Частина Сполучених Штатів Америки                                               | Сепаратистська держава, утворена 9 січня 1861 року, коли Міссісіпі вийшла зі складу США. Проіснувала лише місяць, після чого стала членом-засновником Конфедеративних Штатів Америки. |
| Республіка Техас                                                                      | 1861                 | Частина Сполучених Штатів Америки                                               | Техас відокремився від США 1 лютого 1861 року й проіснував як незалежна держава місяць, після чого приєднався до Конфедеративних Штатів Америки. Не плутати з частково визнаною Республікою Техас (1836-1845 рр.). |
| Республіка Вінстон                                                                    | 1860-1862            | Частина Сполучених Штатів Америки                                               | Реінтегрована назад до складу США після того, як Армія Союзу окупувала Північну Алабаму. |
| Конфедеративні Штати Америки                                                          | 1861-1865            | Частина Сполучених Штатів Америки                                               | |
| Держава Скотт                                                                         | 1861-1986            | Частина Сполучених Штатів Америки                                               | Після відокремлення штату Теннесі, Держава Скотт проголосила незалежність, залишаючись неорганізованою невизнаною державою протягом більш ніж ста років. |
| Республіка Манітоба                                                                   | 1867-1869            | Частина Канади                                                                  | |
| Республіка Пуерто-Ріко                                                                | 1868, 1898           | Частина Сполучених Штатів Америки                                               | Держава, проголошена під час Лареського повстання проти іспанського панування в Пуерто-Ріко, після неодноразової відмови Іспанії надати острову автономію. Повстання розпочалося у вересні в місті Ларес, де повстанці були розгромлені не пізніше листопада. Повстанцям вдалося домогтися проведення обмежених політичних реформ. Група антиіспанських повстанців також проголосила незалежність у 1898 році після завершення Пуерто-Ріканської кампанії під час іспано-американської війни, але не змогла здобути незалежність. |
| Тимчасовий уряд Саскачевану                                                           | 1885                 | Частина Канади                                                                  | Самопроголошена територія канадських метисів, утворена під час Північно-Західного повстання. Її очолював політичний лідер метисів Луї Ріель, який раніше організував повстання на Ред-Рівер у 1869 році. Розгромлена канадською армією після трохи більше ніж двох місяців боїв. Пізніше Ріель був визнаний винним у державній зраді і повішений. |
| Незалежна Республіка Ґвіана                                                           | 1886-1891            | Частина Бразилії                                                                | Заснована французькими поселенцями всупереч як Франції, так і Бразилії. |
| Князівство Тринідад                                                                   | 1893-1895            | Частина Бразилії                                                                | Американець Джеймс Харден-Хікі розлучився зі своєю дружиною у 1893 році й оголосив про намір переїхати до Індії й присвятити індуїстському аскетизму. Під час подорожі туди, шторм примусив його корабель сісти на мілину на острові Тринідад (не має відношення до карибського Тринідаду) у Південній Атлантиці. |

#### 20 і 21 століття
| Назва                                  | Період    | Сьогодні                                 | Примітки |
| -------------------------------------- | --------- | ---------------------------------------- | --- |
| Республіка Джунглі                     | 1899-1900 | Частина Перу                             | Проголошена 22 травня 1899 року полковником Еміліо Віскарра, який тоді ж отримав титул Верховного Лідера. Держава була утворена з території департаменту Лорето, що в Перу. Була знову включена до складу Перу в 1900 році незабаром після смерті Віскарри 27 лютого 1900 року. |
| Республіка Акрі                        | 1899-1903 | Частина Бразилії                         | Фактично являла собою рядом спроб від'єднати Акрі від Болівії. Кожна спроба зазнала поразки, але після останньої спроби частина Акрі була передана Бразилії. |
| Республіка Туле                        | 1925      | Частина Панами                           | Недовготривала держава корінного народу куна, яка була проголошена у відповідь на колоніальні переслідування. Переросла в Кунську революцію проти панамської влади. Через трохи менше ніж два місяці, куни погодилися відкликати свою декларацію про незалежність в обмін на громадянські права. |
| Соціалістична Республіка Чилі          | 1932      | Чилі                                     | Політичне утворення в Чилі, проголошене урядовою хунтою, яка прийшла до влади того ж року. |
| Республіка Ангілья                     | 1967-1969 | Частина Британських заморських територій | Створена через опозицію до унії із сучасними Сент-Кіттс і Невіс. Припинила своє існування після окупації британською армією. |
| Тимчасовий урядовий комітет Рупунуні   | 1969      | Частина Гаяни                            | Сепаратистський уряд, сформований під час повстання Рупунуні, що мало на меті відокремитися від нової незалежної держави Гаяна й стати або незалежною територією під захистом Венесуели, або бути безпосередньо приєднаною до складу Венесуели. |
| Республіка Айреку                      | 1993      | Частина Нікарагуа                        | Відносини між Коста-Рікою й Нікарагуа були традиційно напруженими. Ситуація не покращилася після того, як уряд Коста-Ріки надав права на землю поселенцям вздовж річки Сан-Хуан, яка є частиною кордону між двома державами. Суперечка закінчилася тим, що Коста-Ріка визнала, що ця територія фактично належить Нікарагуа й пообіцяла виселити поселенців. Проте поселенці відмовилися виїжджати. У червні 1993 року вони проголосили свою незалежність як Республіка Айреку, що в перекладі з місцевої індіанської мови перекладається як «дружба». Нікарагуанська армія негайно ввела війська в цей район і депортувала поселенців до Коста-Ріки. |
| Автономна Зона Капітолійського Пагорба | 2020      | Частина Сполучених Штатів Америки        | Самопроголошена анархістська держава. |

### Азія

#### Від античності до 19 століття
| Назва                       | Період                    | Сьогодні                                                                      | Примітки |
| --------------------------- | ------------------------- | ----------------------------------------------------------------------------- | --- |
| Юдейський тимчасовий уряд   | 66-68                     | Частина Ізраїлю, Палестини і Йорданії                                         | Нетривалий де-факто орган управління Юдеї, який був створений у 66 році юдейськими повстанськими силами суспільно-політичних течій фарисеїв та садукеїв і мав на меті управління Юдейською державою. Уряд проіснував до облоги Зилотського храму у 68 році, коли більшість його лідерів були вбиті в ході міжповстанської боротьби. |
| Пальмірське Царство         | 270-273                   | Частина Єгипту, Судану, Ізраїлю, Палестини, Сирії, Іраку, Туреччини та Лівану | Було недовговічною державою, що відкололася від Римської Імперії внаслідок кризи III століття. Названа на честь своєї столиці Пальміри. |
| Ряба Орда                   | Кінець 15 століття - 1602 | Частина Росії                                                                 | Конфедерація племен селькупів і кетів у басейнах річок Об і Том, що існувала у 16 столітті, в Наримському окрузі. Була сусідом і союзником Сибірського Ханства. |
| Джакса                      | 1665-1674                 | Частина Росії                                                                 | Російська мікродержава на кордоні з династією Цін по річці Амур. |
| Республіка Ланфанг          | 1777-1884                 | Частина Індонезії                                                             | Заснована китайцями в Індонезії, коли нідерландці почали завойовувати Індонезію для захисту етнічних китайців. Була державою, яка сплачувала данину династії Цін. Коли династія ослабла, вона була завойована нідерландцями, які приєднали її до Нідерландської Ост-Індії. |
| Тайпінське Небесне Царство  | 1851-1864                 | Частина Китайської Народної Республіки                                        | Ця гетеродоксальна християнська сепаратистська держава була створена Товариством поклоніння Богу на чолі з Хун Сюцюанем, який стверджував, що є братом Ісуса Христа. Вони підбурювали повстання тайпінів проти династії Цін. Захопивши частину територій на півдні Китаю, вони заснували свою столицю в Нанкіні і проголосили заснування королівства. Однак, Тяньцзінський інцидент спричинив велику невдачу для королівства, після міжусобиць між їхніми лідерами кількість їхніх прихильників почала зменшуватися. Це дозволило модернізованим цінським арміям за допомогою західної підтримки придушити повстання. Хоча Цінська імперія здобула перемогу, повстання послабило династію. а деякі залишки тайпінів продовжили боротьбу в інших повстаннях і боротьбі проти західних держав. |
| Йеттішар                    | 1865-1877                 | Частина Китайської Народної Республіки                                        | Мусульманська тюркська держава, що існувала в Сіньцзяні під час дунганського повстання проти династії Цін. |
| Республіка Едзо             | 1869                      | Частина Японії                                                                | Створена на Хоккайдо прихильниками клану Токугава внаслідок падіння сьогунату Токугава після війни Босін і реставрації Мейдзі. Була підтримана Францією, проіснувала всього п'ять місяців. |
| Султанат Ачех               | 1874-1904                 | Частина Індонезії                                                             | Султанат на території сучасної Індонезії, пізніше був завойований нідерландцями. |
| Республіка Желтуга          | 1883-1886                 | Частина Китайської Народної Республіки                                        | Протодержава, створена російськими та китайськими старателями, які нелегально видобували корисні копалини на китайському березі Амуру. Поселення було відоме своїм беззаконням, розміщенням каторжників-втікачів, дезертирів з інших шахт, працівників секс-бізнесу на іншому березі річки (оскільки жінкам не дозволялося перебувати в Желтузі), а також застосуванням деяких покарань за допомогою батогів із гострими кінцівками. Пізніше Желтуга була виявлена китайцями, в результаті чого всі росіяни були депортовані, а поселення спалене дотла. |
| Королівство Седанг          | 1888-1889                 | Частина В'єтнаму                                                              | Марі-Шарль Давид де Майрена народився у Франції в 1842 році. Він зупинився у В'єтнамі у 1884 і заснував плантацію. У 1888 король Сіаму почав претендувати на території на захід від французької території. Стурбований, губернатор Індокитайського союзу погодився на запропоновану Майреною експедицію вглиб країни. Коли Майрена досяг центральних нагір'їв, він організував місцеві племена в Королівство Седанг і оголосив себе королем Марією I. Він запропонував поступитися своїм королівством Франції в обмін на монопольні права. Після того, як французький уряд відмовився, Майрена звернувся до англійців у Гонконзі. Отримавши відмову і там, Майрена відплив до Бельгії. У 1889 році бельгійський фінансист на ім'я Сомсі запропонував Майрені зброю та гроші в обмін на права на розробку корисних копалин. Французький флот заблокував в'єтнамські порти, щоб запобігти його поверненню, а його зброя була конфіскована в Сінгапурі. |
| Республіка Формоза          | 1895                      | Частина Республіки Китай                                                      | Проголосила незалежність після японської анексії Тайваню внаслідок поразки Китаю в Першій китайсько-японській війні |
| Суверенна Тагальська Нація  | 1896-1897                 | Частина Філіппін                                                              | Революційна держава, яка згодом стала Першою Філіппінською Республікою. |
| Республіка Біак-на-Бато     | 1897                      | Частина Філіппін                                                              | Революційна держава, яка згодом стала Першою Філіппінською Республікою. |
| Диктаторський уряд Філіппін | 1898                      | Частина Філіппін                                                              | |
| Революційний уряд Філіппін  | 1898                      | Частина Філіппін                                                              | |
| Республіка Неґрос           | 1898-1901                 | Частина Філіппін                                                              | |
| Республіка Філіппіни        | 1899-1902                 | Частина Філіппін                                                              | Існувала як невизнана незалежна держава з моменту її проголошення 12 червня 1898 до капітуляції генерала Мігеля Мальвара 16 квітня 1902 року. Формально була створена з проголошенням Конституції Малолоса 23 січня 1899 року в Малолосі, і вела затяжну війну проти США після передачі Філіппін Іспанією США у 1898. |
| Республіка Замбоанга        | 1899-1903                 | Частина Філіппін                                                              | Була революційною республікою, заснованою незабаром після падіння іспанського колоніального панування на Філіппінах. |
| Кліка Ма                    | 1862-1949                 | Частина Китайської Народної Республіки                                        | |

#### 20 і 21 століття
| Назва                                                                    | Період               | Сьогодні                                                   | Примітки |
| ------------------------------------------------------------------------ | -------------------- | ---------------------------------------------------------- | --- |
| Тагалозька Республіка                                                    | 1902-1906            | Частина Філіппін                                           | Створена під час Філіппінської революції та філіппінсько-американської війни. |
| Небесне Царство Великого Міншуна                                         | 1903                 | Частина Китайської Народної Республіки                     | Спроба створення китайської християнської держави. Її лідери хотіли встановити вестернізовану конституційну монархію, але були захоплені за кілька днів до того, як мало відбутися основне повстання. Проіснувало три дні. |
| Республіка Урянхай                                                       | 1911-1914            | Частина Росії і Монголії                                   | |
| Фентянська кліка                                                         | 1911-1928            | Частина Китайської Народної Республіки                     | |
| Сішанська кліка                                                          | 1911-1937            | Частина Китайської Народної Республіки                     | |
| Сіньцзянська кліка                                                       | 1911-1944            | Частина Китайської Народної Республіки                     | |
| Урянхайський Край                                                        | 1914-1921            | Частина Росії                                              | |
| Китайська Імперія                                                        | 1915-1916            | Частина Китайської Народної Республіки                     | |
| Юньнаньська кліка                                                        | 1916-1927            | Частина Китайської Народної Республіки                     | |
| Ґуйчжоуська кліка                                                        | 1916-1949            | Частина Китайської Народної Республіки                     | |
| Якутія                                                                   | 1918                 | Частина Росії                                              | У лютому 1918 року тимчасовий уряд Якутії проголосив незалежність Якутії у відповідь на захоплення влади більшовиками. Уряд було повалено 1 липня. |
| Тимчасовий Сибірський Уряд                                               | 1918                 | Частина Росії                                              | |
| Тимчасовий Автономний Сибірський Уряд                                    | 1918                 | Частина Росії                                              | |
| Велика Монгольська Держава                                               | 1911-1919, 1921-1924 | Частина Монголіїі Росії                                    | У 1911 році восьмий богд геген Зовнішньої Монголії проголосив незалежність від династії Цін. Після 1915 року держава стала де-факто самоврядним автономним регіоном під сюзеренітетом Китайської Республіки. Після повстання проти китайського панування у 1919-1921 роках відновила незалежність і стала попередницею Монгольської Народної Республіки. |
| Тибет                                                                    | 1912-1951            | Частина Китайської Народної Республіки                     | |
| Алашська Автономія                                                       | 1917-1920            | Частина Казахстану та Киргизстану                          | Де-факто самоврядний автономний регіон |
| Держава Бурят-Монголія                                                   | 1917-1921            | Частина Росії                                              | |
| Туркестанська Автономія                                                  | 1917-1918            | Частина Казахстану, Киргизстану та Узбекистану             | |
| Аракська Республіка                                                      | 1918-1919            | Частина Азербайджану                                       | Створена під час громадянської війни в Росії, проіснувала всього кілька місяців. |
| Сибірська Республіка                                                     | 1918                 | Частина Росії                                              | |
| Тимчасовий регіональний уряд Уралу                                       | 1918                 | Частина Росії                                              | Антибільшовицький тимчасовий уряд, створений у Єкатеринбурзі 13 або 19 серпня 1918 року, який контролював Пермську губернію, частини Вятської, Уфимської та Оренбурзької губерній. Був ліквідований у жовтні того ж року. |
| Муганська Радянська Республіка                                           | 1919                 | Частина Азербайджану                                       | Недовговічна пробільшовицька держава, що існувала з березня по червень 1919 року на території сучасного Азербайджану. |
| Чжилійська кліка                                                         | 1920-1928            | Частина Китайської Народної Республіки                     | |
| Тимчасовий уряд Далекого Сходу                                           | 1920                 | Частина Росії                                              | |
| Російська Східна Окраїна                                                 | 1920                 | Частина Росії                                              | |
| Аньхойська кліка                                                         | 1920                 | Частина Китайської Народної Республіки                     | |
| Республіка Гірська Вірменія                                              | 1921                 | В більшості частина Вірменії                               | Антирадянська вірменська держава, що існувала з 26 квітня по 13 липня 1921 року, приблизно відповідаючи території, яка зараз є сучасними вірменськими областями Вайоц-Дзор і Сюнік, а також деякими районами невизнаної Нагірно-Карабаської Республіки. |
| Арабське Королівство Сирія                                               | 1920                 | Сирія                                                      | |
| Гілянська Радянська Соціалістична Республіка                             | 1920-1921            | Частина Ірану                                              | Створена місцевими партизанами (джангалі), коли до Ірану увійшли війська Червоної армії, але не змогла поширити революційний рух на весь Іран. |
| Далекосхідна Республіка                                                  | 1920-1922            | Частина Росії                                              | |
| Хорезмська Народна Радянська Республіка                                  | 1920-1924            | Частина Узбекистану, Туркменістану та Казахстану           | |
| Бухарська Народна Радянська Республіка                                   | 1920-1924            | Частина Узбекистану, Туркменістану і Таджикистану          | |
| Королівство Курдистан                                                    | 1921-1924            | Частина Іраку                                              | Створене курдськими націоналістами після розпаду Османської Імперії. |
| Тувинська Народна Республіка                                             | 1921-1944            | Частина Росії                                              | Спроба тувинців здобути незалежність після століть китайського панування та років панування імператорської Росії. Знаходилася під радянським контролем, а згодом формально анексована. На міжнародному рівні, території, контрольовані цією державою, визнавалися частиною Китайської Народної Республіки. СРСР і МНР були єдиними країнами, які визнали її незалежність. |
| Монгольська Народна Республіка                                           | 1921-1945, 1953-1992 | Монголія                                                   | |
| Араратська Республіка                                                    | 1927-1930            | Частина Туреччини                                          | Одна з перших в історії курдських республік, створена в турецький провінції Агри. |
| Сичуанська кліка                                                         | 1927-1938            | Частина Китайської Народної Республіки                     | |
| Емірат Афганістан                                                        | 1929                 | Частина Афганістану                                        | Уряд, створений в Кабулі під час громадянської війни в Афганістані. Не був визнаний жодною країною. |
| Нгеан-Хатіньські Совєти                                                  | 1930-1931            | Частина В'єтнаму                                           | |
| Китайська Радянська Республіка                                           | 1931-1937            | Частина Китайської Народної Республіки                     | |
| Маньчжурська Держава                                                     | 1932-1945            | Частина Китайської Народної Республіки                     | Маріонеткова держава Японської Імперії, якою керував Пуї. У 1945 році була окупована радянською Червоною армією. |
| Менцзян                                                                  | 1932-1945            | Частина Китайської Народної Республіки                     | Маріонеткова держава Японської Імперії. |
| Перша Східна Туркестанська Республіка                                    | 1933-1934            | Частина Китайської Народної Республіки                     | |
| Народний Уряд Фуцзяні                                                    | 1933-1934            | Частина Китайської Народної Республіки                     | Утворений після Фуцзянського інциденту. Спочатку уряд користувався народною підтримкою, та згодом втратив прихильність і був розгромлений націоналістичними силами у 1934 році. |
| Тунганістан                                                              | 1934-1937            | Частина Китайської Народної Республіки                     | |
| Північно-Західна Радянська Китайська Федерація                           | 1935-1936            | Частина Китайської Народної Республіки                     | Конфедерація двох урядів етнічних меншин. |
| Уряд Великого Шляху                                                      | 1937-1938            | Частина Китайської Народної Республіки                     | Маріонетковий уряд, проголошений в Пудуні 5 грудня 1937 року для управління окупованим Японією Шанхаєм. |
| Режим Ван Цзінвея                                                        | 1940-1945            | Частина Китайської Народної Республіки                     | Маріонетковий уряд Японської Імперії. |
| Друга Філіппінська Республіка                                            | 1943-1945            | Філіппіни                                                  | Маріонеткова держава, створена 14 жовтня 1943 року під час японської окупації. |
| Друга Східна Туркестанська Республіка                                    | 1944-1949            | Частина Китайської Народної Республіки                     | Держава-сателіт Радянського Союзу, створена в Сіньцзяні. |
| Народна Республіка Внутрішньої Монголії                                  | 1945                 | Частина Китайської Народної Республіки                     | |
| Азербайджанський Народний Уряд                                           | 1945-1946            | Частина Ірану                                              | Радянська маріонеткова держава, створена в Іранському Азербайджані, згодом відвойована Іраном. |
| Мехабадська Республіка                                                   | 1946-1947            | Частина Ірану                                              | Проголосила незалежність від Ірану, але згодом повернута назад до його складу після відходу радянської Червоної армії з півночі країни. |
| Гайдарабад                                                               | 1947-1948            | Частина Індії                                              | |
| Королівство Маніпур                                                      | 1947-1949            | Частина Індії і М'янми                                     | |
| Ханство Калат                                                            | 1947-1948            | Частина Пакистану                                          | Калат був князівською державою в Белуджистані, одному з регіонів Британської Індії. Хан Калата проголосив незалежність своєї держави 15 серпня 1947 року, через день після проголошення незалежності Індії і Пакистану. З 15 серпня 1947 по 27 березня 1948 року регіон був де-факто незалежним. Після дипломатичного тиску хан поступився і приєднав Калат до Пакистану у 1948. |
| Китайська Народна Республіка                                             | 1949-1971            | Китайська Народна Республіка                               | Не була визнана Західним блоком до 1970-х років. На території, що належать КНР, претендує конкуруюча Республіка Китай, що розташована на Тайвані. |
| Республіка Південний Малуку                                              | 1950                 | Частина Індонезії                                          | Молуккські острови входили до складу Сполучених Штатів Індонезії, але проголосили незалежність у квітні 1950 року у відповідь на централізаторські тенденції з боку Джакарти. Території були швидко відвойовані індонезійськими військами, але існують й досі як уряд у вигнанні у Нідерландах. |
| Вільні Дадра і Нагар-Хавелі                                              | 1954-1961            | Частина Індії                                              | |
| Сувадівська Об'єднана Республіка                                         | 1959-1963            | Частина Мальдівів                                          | |
| Республіка Тимор                                                         | 1961                 | Частина Східного Тимору                                    | На початку 1961 року під керівництвом Маоклао та за підтримки Індонезії було сформовано Бойове бюро визволення Тимору. У прикордонному місті Батугаде 9 квітня 1961 року була проголошена республіка. Вона була швидко придушена португальськими військами. |
| Тимор-Тимур                                                              | 1976-1999            | Частина Східного Тимору                                    | У 1975 році Індонезія вторглася до Східного Тимору, перетворивши його на 27 провінцію країни. |
| Вільна Ліванська Держава                                                 | 1979-1984            | Частина Лівану                                             | |
| Народна Республіка Кампучія                                              | 1979-1992            | Частина Камбоджі                                           | Червоні кхмери були витіснені В'єтнамом у 1979 році. Не була визнана ООН. |
| Республіка Татарстан                                                     | 1990-1992            | Республіка в складі Росії                                  | 30 серпня 1990 року Татарстан проголосив свій суверенітет Декларацією про державний суверенітет Татарської Радянської Соціалістичної Республіки, а у 1992 році Татарстан провів референдум щодо нової конституції. Близько 62% тих, хто взяв участь у голосуванні, проголосували за конституцію. У Конституції Татарстану 1992 року Татарстан визначається як суверенна держава. Однак референдум і конституція були визнані неконституційними Конституційним судом Російської Федерації. Статті 1 і 3 Конституції в редакції 2002 року визначають Татарстан як частину Російської Федерації, вилучаючи термін «суверенітет». |
| Ісламський Емірат Кунар                                                  | 1991                 | Частина Афганістану                                        | Недовготривала невизнана салафітська квазідержава в провінції Кунар, яку очолював Джаміль ар-Рахман. Ісламський Емірат Кунар став першою сучасною ісламською державою. |
| Горно-Бадахшанська Республіка                                            | 1992                 | Частина Таджикистану                                       | Коли у 1992 році в Таджикистані розпочалася громадянська війна, місцевий уряд Горного Бадахшану проголосив незалежність. |
| Тимчасовий Уряд Національної Єдності Та Національного Порятунку Камбоджі | 1994-1998            | Частина Камбоджі                                           | Конкурентний уряд відновленого червоними кхмерами Королівства Камбоджа. Розпущений після смерті Пол Пота. |
| Демократична Республіка Ємен                                             | 1994                 | Частина Ємену                                              | Сепаратистська держава, що утворилася під час громадянської війни в Ємені у 1994 році. Вона проіснувала лише шість тижнів. |
| Ісламський Емірат Афганістан                                             | 1996-2001            | Частина Афганістану та Пакистану                           | У 1996 році таліби взяли під контроль Кабул, але втратили контроль над регіонами, які вони контролювали, у 2001 році. Після падіння Кабула у 2021 році таліби відновили своє правління. |
| Ісламський Емірат Бяра                                                   | 2001-2003            | Частина Іраку                                              | Недовговічна невизнана курдська квазідержава. |
| Таміл-Ілам                                                               | 2004-2009            | Частина Шрі-Ланки                                          | Протягом більшої частини громадянської війни в Шрі-Ланці північна і східна частини острова контролювалися «Тиграми визволення Таміл Іламу», тамільською бойовою організацією, яка боролася за створення окремої держави. Таміл Ілам не був визнаний жодною країною. Після невдалої 26-річної військової кампанії збройні сили Шрі-Ланки розпочали невпинний наступ проти сепаратистів у 2006 році, розпочавши завершальний етап громадянської війни. До 18 травня 2009 року армія Шрі-Ланки відвоювала всі землі, які раніше контролювалися повстанцями, а самопроголошений Таміл Ілам припинив своє існування.               |
| Республіка Бангсаморо                                                    | 2013                 | Частина Філіппін                                           | |
| Ісламська Держава                                                        | 2014-2020            | Частина Сирії, Іраку, Лівану, Нігерії, Лівії і Афганістану | Самопроголошений всесвітній халіфат. ІДІЛ претендує на релігійну, політичну та військову владу над усіма мусульманами світу. |

### Європа

#### Від античності до 19 століття
| Назва                          | Період               | Сьогодні                                                                                              | Примітки |
| ------------------------------ | -------------------- | --- | --- |
| Галльська конфедерація         | 58-60 до н.е.        | Частина Франції, Люксембургу, Швейцарії, Італії та Бельгії                                            | |
| Конфедерація Боутіки           | 60-61                | Частина Великої Британії                                                                              | |
| Галльська імперія              | 260-274              | Частина Франції, Великої Британії, Іспанії, Португалії, Бельгії, Люксембурга, Швейцарії та Німеччини. | |
| Бритська імперія               | 286-296              | Частина Великої Британії та Франції                                                                   | Римський флотоводець Каравзій проголосив себе імператором Британії та північної Галлії. Його галльські території були відвойовані цезарем Констанцієм Хлором у 293. |
| Коту-Мішту                     | 10 ст. - 1868        | Частина Іспанії та Португалії                                                                         | Де-факто незалежна мікродержава на кордоні між Іспанією та Португалією. За Лісабонським договором 1864 року його територія була розділена між Іспанією та Португалією. |
| Держава Мецлава                | 1037-1047            | Частина Польщі                                                                                        | |
| Шотландське королівство        | 1290-1320, 1332-1357 | Частина Великої Британії                                                                              | До прийняття Арброатської декларації, Папа Римський та англійські королі відмовлялися визнавати Шотландію незалежною державою. |
| Ґневковське князівство         | 1373-1374, 1375-1377 | Частина Польщі                                                                                        | |
| Королівство Корсика            | 1736                 | Частина Франції                                                                                       | Відокремилася від Генуезької Республіки |
| Королівство Фінляндія          | 1742-1743            | Частина Фінляндії                                                                                     | |
| Корсиканська Республіка        | 1755-1769            | Частина Франції                                                                                       | Відокремилася від Генуезької Республіки. Визнана лише Беєм Тунісу. |
| Льежська Республіка            | 1789-1791            | Частина Бельгії                                                                                       | Республіка, утворена внаслідок Льежської революції. |
| Бельгійські Сполучені Штати    | 1790                 | Частина Бельгії та Люксембургу                                                                        | |
| Англо-Корсиканське Королівство | 1794-1796            | Частина Франції                                                                                       | Незалежне королівство при британському королі Георга III, утворене за ірландським зразком. |
| Гоцська Нація                  | 1798-1801            | Частина Мальти                                                                                        | Незалежне королівство під управлінням неаполітанського короля Фердинанда I. Фактично ним управляв тимчасовий уряд, створений Саверіо Кассаром, після того, як французькі війська на острові капітулювали перед повстанцями. У 1801 він став частиною Мальтійського протекторату. |
| Республіка Коннахт             | 1798                 | Частина Ірландії                                                                                      | Французька клієнтська республіка |
| Леманська Республіка           | 1798                 | Частина Швейцарії                                                                                     | Колишня підвладна територія Берна. Леманська Республіка проголосила свою незалежність у січні 1798, а вже у квітні була включена до складу Гельветійської Республіки як кантон Леман (сьогодні кантон Во). |
| Королівство Норвегія           | 1814                 | Частина Норвегії                                                                                      | Норвегія проголосила свою незалежність внаслідок відмови від Кільської угоди після Наполеонівських війн, прийняла конституцію та обрала данського принца Крістіана Фредеріка своїм королем. Це призвело до короткої війни зі Швецією, в результаті якої на Мосській конвенції Норвегія погодилася об'єднатися зі Швецією в унію. |
| Перша Паризька Комуна          | 1832                 | Частина Франції                                                                                       | |
| Королівство Таволара           | 1836-1934/1962       | Частина Італії                                                                                        | Рід Бертолеоні претендували на владу острова біля північно-східного узбережжя Сардинії. |
| Республіка Сан-Марко           | 1848-1849            | Частина Італії                                                                                        | Після заворушень 1848 року на території регіону Венето було проголошено республіку зі столицею у Венеції. Вступивши в союз з іншими італійськими державами проти Австрійської Імперії, вона зрештою проголосувала за об'єднання із Сардинським Королівством, але після поразки від п'ємонтців відновила свою незалежність. Залишивши під контролем лише Венецію та її лагуни, республіка капітулювала після майже 5-місячної облоги. |
| Німецька Імперія               | 1848-1849            | Частина Німеччини                                                                                     | |
| Друга Паризька Комуна          | 1870                 | Частина Франції                                                                                       | |
| Ліонська Комуна                | 1870-1971            | Частина Франції                                                                                       | |
| Третя Паризька Комуна          | 1871                 | Частина Франції                                                                                       | |
| Безансонська Комуна            | 1871                 | Частина Франції                                                                                       | |
| Кантон Картахена               | 1873-1874            | Частина Іспанії                                                                                       | У 1873 Картахена була проголошена незалежним кантоном. Це проголошення започаткувало Кантональну революцію в Іспанії в часи Першої Іспанської Республіки. Тоді ж розпочався рух кантонізму, який прагнув створити федеративну державу, що складається з автономних кантонів. Деякі міста та території приєдналися до руху, і теж проголосили свою незалежність, але за кілька днів вони здалися. Єдиним кантоном з організованим урядом, контролем над своєю територією та військовою силою була Картахена, яка оголосила війну і протистояла центральному уряду Іспанії протягом шести місяців, доки не була захоплена |
| Тамрашська Республіка          | 1878-1886            | Частина Болгарії                                                                                      | Тамрашська Республіка була самоврядною адміністративною структурою помаків, які проживають у регіоні Тамраш, що у Родопах. |

#### 20-21 століття
| Назва | Період      | Сьогодні | Примітки |
| --- | ----------- | --- | --- |
| Гурійська Республіка                                                                                          | 1902-1906   | Частина Грузії | |
| Крушевська Республіка                                                                                         | 1903        | Частина Північної Македонії | Проіснувала лише 10 днів. |
| Странджанська Комуна                                                                                          | 1903        | Частина Болгарії і Туреччини | |
| Республіка Чита, Красноярська Республіка, Новоросійська Республіка, Республіка Сочі, Старобуянська Республіка | 1905-1906   | Частина Росії | Республіка Чита - робітничо-селянська диктаторська республіка, встановлена в 1905 шляхом фактичного захоплення влади в Читинському комітеті РСДРП і Раді солдатських і козацьких депутатів у листопаді 1905 - січні 1906 року. Красноярська Республіка - уряд, організований Об'єднаною радою робітників і солдатських депутатів у Красноярську під час Першої російської революції. Проіснувала з 9 до 27 грудня 1905 року. Новоросійська Республіка - робітничо-селянське самоврядування, створене Радою робочих депутатів у Новоросійську 12 грудня 1905 року, проіснувало до 26 грудня того ж року. Республіка Сочі - політичне утворення соціал-демократичного напрямку, що виникла на території сучасного міста Сочі. Проіснувала з 28 грудня 1905 до 5 січня 1906. Старобуянська Республіка - селянське самоврядування, створене під час Першої російської революції у селі Старий Буян. Проіснувала з 12 до 26 листопада 1905 року. |
| Люботинська Республіка, Шулявська Республіка                                                                  | 1905        | Частина України | Люботинська Республіка проголошена у грудні 1905 року внаслідок збройного повстання робітників і залізничників у Люботині під час революції 1905 року. Республіка проіснувала з 26 грудня до 30 грудня 1905 року. Шулявська Республіка була квазідержавним утворенням робітників у Києві. Повстання тривало з 26 по 29 грудня 1905. |
| Республіка Марково                                                                                            | 1905-1906   | Частина Росії | Республіка Марково була самопроголошеною селянською державою у селі Марково, Московської губернії. Проголошена 18 жовтня 1905 року, проіснувала до 18 липня 1906. |
| Островецька Республіка                                                                                        | 1905-1906   | Частина Польщі | Створена 27 грудня 1905 року під час російської революції 1905 року у містах Островець-Свентокшиський, Ілжен та Цмелюв. Республіка припинила своє існування у січні 1906. |
| Республіка Заглемб'є, Республіка Славкув                                                                      | 1905        | Частина Польщі | Польські міста Заглемб'є Домбровське і Славкув були захоплені революціонерами під час російської революції 1905 року. Обидві республіки існували у листопаді-грудні 1905 року, кожна близько 10-12 днів. |
| Комратська Республіка                                                                                         | 1906        | Частина Молдови | Створена в селі Комрат Бессарабської губернії в знак протесту проти царського режиму Російської Імперії. |
| Гюмюрджинська республіка                                                                                      | 1913        | Частина Греції | Невелика республіка, що недовго проіснувала, з 31 серпня по 25 жовтня 1913 року, наприкінці Другої Балканської війни, коли Західна Фракія була окупована Османською Імперією. Вона була заснована за підтримки османів, щоб уникнути болгарського правління після Бухарестського договору, в якому османи не брали участі. Під тиском Великобританії балканські держави та османи підписали Константинопольську мирну угоду, який задовольнив османські претензії на визнання Східної Фракії. Османи вивели свої війська, і до 25 жовтня ця територія була анексована Болгарією. |
| Республіка Центральної Албанії                                                                                | 1913-1914   | Частина Албанії | Республіка Центральної Албанії була проголошена після виведення османських військ з колишнього Албанського вілаєту. Проголошена Есад-паша Топтані, республіка припинила своє існування, коли війська Вільгельма Віда взяли країну під свій контроль. |
| Ірландська Республіка                                                                                         | 1916 - 1919 | Ірландія, частина Великої Британії                                                                                                 | Незалежна республіка, що охоплювала весь острів Ірландія, проголошена 24 квітня 1916 під час Великоднього повстання. Передано радіо на країни Європи: «Ірландська Республіка проголошена сьогодні в Дубліні. Ірландські війська захопили місто і повністю ним володіють. Ворог не може рухатися в місті. Вся країна повстає». Повстанці здалися 29 квітня. |
| Кримська Демократична Республіка                                                                              | 1917-1918   | Частина України | Придушена Червоною армією |
| Українська Народна Республіка Рад                                                                             | 1917-1918   | Частина України | Маріонеткова держава Радянської Росії, створена зусиллями місцевих більшовиків та за військової підтримки Москви та Петрограда. Вона була ліквідована армією Української Народної Республіки за допомоги Німеччини та Австрії. |
| Радянська Республіка Солдат та Кріпосних Будівельників Наїссаара                                              | 1917-1918   | Частина Естонії | У грудні 1917 група російських моряків захопила острів Наїссаар і проголосила незалежну «соціалістичну республіку» під керівництвом Степана Петриченка. |
| Ідель-Урал | 1918        | Частина Росії | Придушена Червоною армією. |
| Російська Радянська Федеративна Соціалістична Республіка                                                      | 1917-1922   | Частина Росії | Революційна радянська держава під керівництвом Володимира Леніна під час громадянської війни в Росії. |
| Республіка Західної Угорщини                                                                                  | 1918        | Частина Австрії | Недовговічна та невизнана держава в регіоні, відомому сьогодні як Бургенланд, метою якої був захист німецькомовного населення у Західній Угорщині. |
| Одеська Радянська Республіка                                                                                  | 1918        | Частина України та Молдови | Одеська Радянська Республіка була недовговічною радянською республікою, утвореною 31 січня 1918. Вона була ліквідована 13 березня того ж року. Не була визнана жодною країною. |
| Держава Словенців, Хорватів і Сербів                                                                          | 1918        | Частина Словенії, Хорватії, Боснії і Герцеговини, Сербії та Чорногорії.                                                            | Недовговічна держава південних слов'ян, проголошена 29 жовтня 1918 і об'єднана з Королівством Сербія 1 грудня того ж року в Королівство Сербів, Хорватів і Словенців. |
| Перша Пінчівська Республіка                                                                                   | 1918        | Частина Польщі | Район міста Пінчів та його околиць, захоплений наприкінці 1918 року на 6 тижнів жителями міста під керівництвом Яна Лісовського після роззброєння окупаційних військ без бою. |
| Тарнобжезька Республіка                                                                                       | 1918-1919   | Частина Польщі | Тарнобжезька Республіка була проголошена 6 листопада 1918 року у польському місті Тарнобжег. Ліквідована навесні 1919 року. |
| Кубанська Народна Республіка                                                                                  | 1918-1920   | Частина Росії | Проголошена кубанськими козаками у 1918. Підтримувала Білу армію, захоплена Червоною армією у 1920. |
| Західноукраїнська Народна Республіка                                                                          | 1918-1919   | Частина України | Проголошена на Галичині, що призвело до програшної війни із Польщею, та її подальшим захопленням, а її уряд увійшов до складу Українською Народної Республіки. |
| Команчанська Республіка                                                                                       | 1918-1919   | Частина України | Об'єднання 33 лемківських проукраїнських сіл планувало об'єднатися із Західноукраїнською Народною Республікою, але було придушене Польщею під час польсько-української війни. |
| Фінська Соціалістична Робітнича Республіка                                                                    | 1918        | Частина Фінляндії і Росії | Проіснувала лише три місяці під час громадянської війни у Фінляндії, була визнана Радянською Росією. |
| Форарльберзька Республіка                                                                                     | 1918        | Частина Австрії | На тлі хаосу, викликаного розпадом Австро-Угорської Імперії, форарльбержці проголосили себе окремим неавстрійським, німецьким народом і 3 листопада 1918 проголосили про свою незалежність. Територія була заблокована союзниками та новим австрійським республіканським урядом. У квітні 1919 понад 80% жителів Форарльберга проголосували за відокремлення від Австрії та приєднання до Швейцарії, але їх заблокували знову. |
| Ельзаська Радянська Республіка                                                                                | 1918        | Частина Франції | Радянська республіка, що існувала в Ельзасі з 10 по 22 листопада 1918 року. |
| Банатська республіка                                                                                          | 1918        | Частина Румунії, Сербії та Угорщини                                                                                                | Проголошена в області Банат сучасної Сербії представниками етнічних груп регіону, вона була визнана лише Угорщиною. Захоплена Сербією і в 1919 розділена між Угорщиною, Румунією і новоствореною Югославією. |
| Всевелике Військо Донське                                                                                     | 1918-1920   | Частина Росії | Республіка була створена на історичній території донських козаків та була визнана Українською Державою. Захоплена більшовиками та приєднана до Радянської Росії з подальшою декозакізацією. |
| Білоруська Народна Республіка                                                                                 | 1918        | Сучасна Білорусь | Спроба білоруських націоналістів створити незалежну білоруську державу, пізніше завойована Радянським Союзом. Досі існує як уряд у вигнанні. |
| Терська Радянська Республіка                                                                                  | 1918        | Частина Росії | Була недовговічною республікою на території колишньої Терської області. Її столицею спочатку був П'ятигорськ, а потім Владикавказ |
| Донська Радянська Республіка                                                                                  | 1918        | Частина Росії | |
| Герцогство Курляндії і Семигалії                                                                              | 1918        | Частина Латвії | Німецька клієнтська республіка |
| Німецька Австрія                                                                                              | 1918-1919   | Сучасна Австрія, частина Чехії | Короткочасна держава, проголошена після розпаду Австро-Угорщини. Союзники у Першій світовій війні виступили проти неї, і її змінила Перша Австрійська Республіка. |
| Республіка Перлоя                                                                                             | 1918-1923   | Частина Литви | У хаосі після Першої світової війни, місцеві жителі створили самоврядний парафіяльний комітет, який часто називають Республікою Перлоя. Самопроголошена держава мала власний суд, поліцію, в'язницю, валюту (перлойські літи) та армію з 300 осіб. |
| Вільна Держава Сьвентно                                                                                       | 1919        | Частина Польщі | |
| Республіка Фіуме                                                                                              | 1919-1920   | Частина Хорватії | |
| Республіка Північна Інгрія                                                                                    | 1919-1920   | Частина Росії | Республіка Північна Інгрія була державою інгерманландських фінів у південній частині Карельського перешийка, яка відокремилася від більшовицької Росії після Жовтневої революції. Її метою було входження до складу Фінляндії. Вона управляла частиною Інгрії з 1919 по 1920 рік. За Тартуським мирним договором вона була знову включена до складу Росії. |
| Північнокарельська Держава                                                                                    | 1919-1920   | Частина Росії | Була невизнаною державою, у центрі якої стояли фіни. Створена з п'яти волостей Кемського повіту Архангельської губернії. Столицею республіки було село Ухтуа (нині Калевала). |
| Ройсська Народна Держава                                                                                      | 1919-1920   | Частина Німеччини | Була недовговічною державою на території сучасної Тюрингії. Держава була утворена 4 квітня 1919 після того, як правлячі князі двох ройсських князівств зреклися престолу і в обох князівствах були проведені вибори. 1 травня 1920 року об'єдналася з шістьма іншими невеликими державами в Тюрингію. |
| Гуцульська Республіка                                                                                         | 1919        | Частина України | Держава, утворена з території колишніх земель Корони Святого Стефана. Республіка планувала приєднатися до Західноукраїнської Народної Республіки, але була захоплена Угорською Радянською Республікою у червні 1919 року, потім увійшла до складу Першої Чехословацької Республіки. |
| Баварська Радянська Республіка                                                                                | 1919        | Частина Німеччини | |
| Бременська Радянська Республіка                                                                               | 1919        | Частина Німеччини | |
| Словацька Радянська Республіка                                                                                | 1919        | Частина Словаччини | Маріонеткова держава, створена червоногвардійцями з Угорської Радянської Республіки. Проіснувала три тижні. Після короткої війни її територія була повернута під владу Чехословаччини. |
| Республіка Прекмур'я                                                                                          | 1919        | Частина Словенії | Проіснувала 6 днів. |
| Соціалістична Радянська Республіка Білорусь                                                                   | 1919        | Частина Білорусі | |
| Радянський Лімерик                                                                                            | 1919        | Частина Ірландії | Самопроголошена радянська республіка, яка існувала з 15 по 27 квітня 1919. |
| Холодноярська Республіка                                                                                      | 1919-1922   | Частина України | |
| Вільна Держава Фляшенхальс                                                                                    | 1919-1923   | Частина Німеччини | Недовговічна квазідержава, що існувала з 10 січня 1919 до 25 лютого 1923. Була утворена із частини прусської провінції Гессен-Нассау внаслідок окупації Рейнської області після Першої світової війни. |
| Північна Монархія                                                                                             | 1919        | Частина Португалії | Організація, створена монархістами, які намагалися відновити монархію. Придушена португальською армією. |
| Ірландська Республіка                                                                                         | 1919-1922   | Ірландія, частина Великої Британії                                                                                                 | Невизнана ірландська націоналістична держава. Під час Ірландської війни за незалежність припинила своє існування після укладення договору, за яким Південна Ірландія здобула незалежність як Ірландська Вільна Держава, а Північна Ірландія залишилася під британським контролем. Ці умови змусили більшу частину Ірландської республіканської армії відкинути договір, що призвело до Ірландської громадянської війни між армією Вільної Держави та ІРА. |
| Галицька Соціалістична Радянська Республіка                                                                   | 1920        | Частина України | Існула з 8 липня 1920 до 21 вересня 1920 під час польсько-радянської війни. |
| Тимчасовий революційний комітет Польщі                                                                        | 1920        | Частина Польщі та Білорусі | Революційний комітет створений під патронажем Радянської Росії з метою створення радянської республіки на території Польщі. |
| Республіка Серединна Литва                                                                                    | 1920-1922   | Частина Литви та Білорусі | Була недовговічною маріонетковою республікою Польщі, що існувала з 1920 по 1922 без міжнародного визнання. Заснована 12 жовтня 1920 року після Желігівського заколоту, коли солдати польської армії напали на Литву. Була включена до складу Польщі 18 квітня 1922. |
| Лайтабаншаґ                                                                                                   | 1921        | Частина Австрії та Угорщини | Держава, проголошена в австрійській землі Бургенланд етнічними угорцями після Тріанонського договору, за яким Угорщина була змушена віддати цю територію. Припинила своє існування після анексії Австрією. |
| Лабинська Республіка                                                                                          | 1921        | Частина Хорватії | |
| Сербсько-Угорська Республіка Бараня-Бая                                                                       | 1921        | Частина Угорщини і Хорватії | Радянська республіка, створена угорськими комуністами, які рятувалися від білого терору після розпаду Угорської Радянської Республіки. Вона була підтримана Королівством Сербів, Хорватів і Словенців, але було знову швидко завойовано Угорщиною. |
| Мірдітська Республіка                                                                                         | 1921        | Частина Албанії | Проголошена албанськими католиками, які намагалися відокремитися від Албанії, яка була переважно мусульманською. Була підтримана Югославією, проіснувала лише три місяці. |
| Тунгуська Республіка                                                                                          | 1924-1925   | Частина Росії | Була недовговічної державою, що виникла в результаті якутських повстань 1920-х років. У 1925 увійшла до складу СРСР. |
| Суверенна Рада Астурії і Леона.                                                                               | 1936-1937   | Частина Іспанії | Проголошена під час громадянської війни в Іспанії. |
| Карпатська Україна                                                                                            | 1939        | Частина України | Карпатська Україна була автономною областю у складі Чехословаччини з 30 грудня 1938 до 15 березня 1939. Проголосила себе незалежною республікою 15 березня 1939, але була окупована та анексована Угорщиною у період з 15 по 18 березня того ж року. |
| Фінляндська Демократична Республіка                                                                           | 1939-1940   | Частина Росії | Маріонеткова держава Радянського Союзу під керівництвом Отто Вілле Куусінена. Вона була дипломатично визнана Монголією і Тувою, які були радянськими державами-сателітами, та самим СРСР. Ліга Націй ніколи не визнавала її. У 1940 об'єдналася із Карельською АРСР у складі РРФСР, утворивши Карело-Фінську РСР, самостійну радянську республіку, після того як Фінляндія поступилася цими територіями Радянському Союзу за Московською мирною угодою. |
| Перша Словацька Республіка                                                                                    | 1939-1945   | Частина Словаччини | Маріонеткова держава Німеччини |
| Естонська Радянська Соціалістична Республіка                                                                  | 1940-1941   | Естонія | Маріонеткова держава, яка була створена у 1940 і насильно включена до складу Радянського Союзу. Не визнана більшістю західних країн. |
| Латвійська Радянська Соціалістична Республіка                                                                 | 1940-1941   | Латвія | Маріонеткова держава, яка була створена у 1940 і насильно включена до складу Радянського Союзу. Не визнана більшістю західних країн. |
| Литовська Радянська Соціалістична Республіка                                                                  | 1940-1941   | Литва | Маріонеткова держава, яка була створена у 1940 і насильно включена до складу Радянського Союзу. Не визнана більшістю західних країн. |
| Незалежна Держава Хорватія                                                                                    | 1941-1945   | Хорватія і Боснія і Герцеговина | Маріонеткова держава країн Осі |
| Українська Держава                                                                                            | 1941        | Частина України | Поновлення української державності Організацією українських націоналістів після окупації Львова Третім Рейхом, яка негайно придушила її. |
| Українська Самостійна Соборна Держава                                                                         | 1941-1949   | Частина України і Польщі | Території України, контрольовані Українською Повстанською Армією під час Другої Світової війни. |
| Ужицька Республіка                                                                                            | 1941        | Частина Сербії | Територія, ненадовго звільнена югославськими партизанами після вторгнення до Югославії. Була знову взята німецькою армією під час Першого антипартизанського наступу. |
| Бихачська Республіка                                                                                          | 1942-1943   | Частина Боснії і Герцеговини і Хорватії                                                                                            | Територія звільнена югославськими партизанами до захоплення німецькою армією. |
| Італійська Соціальна Республіка                                                                               | 1943-1945   | Частина Італії | Маріонеткова держава під керівництвом Беніто Муссоліні, утворена на півночі Італії після того, як італійський король Віктор Еммануїл III підписав перемир'я із союзниками. |
| Вільна Республіка Веркор                                                                                      | 1944        | Частина Франції | 3 липня 1944 року було проголошено Вільну Республіку Веркор, першу демократичну території у Франції з початку німецької окупації у 1940. Республіка припинила своє існування до кінця місяця. |
| Республіка Альто Монферрато                                                                                   | 1944        | Частина Італії | |
| Республіка Боббіо                                                                                             | 1944        | Частина Італії | |
| Незалежна Македонія                                                                                           | 1944        | Частина Північної Македонії, Сербії та Косово                                                                                      | |
| Друга Пінчівська Республіка                                                                                   | 1944        | Частина Польщі | |
| Республіка Острова Троянд                                                                                     | 1968-1969   | Частина Італії | Недовговічна держава, створена на штучній платформі в Адріатичному морі, розташованій за 11 кілометрів від узбережжя Італії (тоді це були міжнародні води). Штучний острів проголосив свою незалежність 1 травня 1968 року, а через 55 днів був захоплений Італією. |
| Турецька Федеративна Держава Кіпру                                                                            | 1975-1983   | Турецька Республіка Північного Кіпру, де-юре Кіпр                                                                                  | |
| Придністров'я                                                                                                 | 1990-1991   | Де-факто незалежна Придністровська Молдавська Республіка, де-юре частина Молдови.                                                  | |
| Республіка Гагаузія                                                                                           | 1990-1994   | Частина Молдови | Регіон у Молдові, який проголосив про свою незалежність 19 серпня 1991 після спроби серпневого путчу у Москві. У 1994 реінтегрована до складу Молдови як автономний регіон. |
| Чеченська Республіка Ічкерія                                                                                  | 1991-2000   | Частина Росії | Реінтегрована до складу Росії як Чеченська Республіка. |
| Республіка Сербська Країна                                                                                    | 1991-1995   | Частина Хорватії | Ліквідована Хорватією. |
| Дубровницька Республіка                                                                                       | 1991-1992   | Частина Хорватії | Ліквідована Хорватією. |
| Республіка Косово                                                                                             | 1991-1999   | Косово | |
| Хорватська Республіка Герцег-Босна                                                                            | 1992-1996   | Частина Боснії і Герцеговини | Ліквідована Боснією і Герцеговиною. |
| Республіка Сербська                                                                                           | 1992-1995   | Одна з двох автономних утворень Боснії і Герцеговини                                                                               | Перетворена на автономне утворення в Боснії і Герцеговині, що займає 50% території всієї країни. |
| Республіка Західна Боснія                                                                                     | 1993-1995   | Частина Боснії і Герцеговини | Існувала під час Боснійської війни. Її лідера пізніше було засуджено за військові злочини. |
| Республіка Східна Славонія, Бараня і Західний Срем                                                            | 1995-1998   | Частина Хорватії | Реінтегрована в Хорватію під егідою ООН. |
| Одеська Народна Республіка                                                                                    | 2014        | Частина України | Була проголошена інтернет-групою 16 квітня, але місцеві антимайданівці заявили, що вони не робили такої заяви. На відміну від Харкова, Донецька і Луганська, проросійські протестувальники в Одесі заявили, що хочуть, щоб Одеса була автономною областю у складі України. 28 жовтня того ж року СБУ заявила про розкриття змови з метою створення «народної республіки» у регіоні. Вони виявили схованку з боєприпасами і заарештували членів сепаратистської групи. Вони також заявили, що за змовою стояли російські спецслужби та розвідка. |
| Харківська Народна Республіка                                                                                 | 2014        | Частина України | Недовговічна республіка, пролошена 7 квітня 2014 протестувальниками, які зайняли будівлю РДА. Пізніше того ж дня, український спецназ звільнив будівлю, тим самим припинивши контроль над нею з боку проросійських протестувальників. |
| Донецька Народна Республіка, Луганська Народна Республіка                                                     | 2014-2022   | Де-факто частина Росії, де-юре частина України                                                                                     | Маріонеткові терористичні квазідержавні утворення, створені Російською Федерацією. Були визнані лише самою РФ, Сирією, КНДР і частково визнаними державами Абхазією та Південною Осетією. 30 вересня 2022 року були анексовані Російською Федерацією. |
| Республіка Крим                                                                                               | 2014        | Де-факто частина Росії, де-юре частина України                                                                                     | 17 березня 2014 Верховна Рада Криму проголосила «офіційну» незалежність Республіки Крим, що включає території Автономної Республіки Крим та міста Севастополя. Росія своїм указом офіційно визнала Республіку Крим «суверенною і незалежною державою», після чого схвалила прийняття Криму та Севастополя до свого складу. |
| Стаханівська козацька народна республіка                                                                      | 2014-2015   | Де-факто частина Росії, де-юре частина України                                                                                     | Короткочасне сепаратистське квазідержавне утворення, що існувало з 14 вересня 2014 по лютий 2015 роки на території Стаханівської міської громади Алчевського району Луганської області України, що контролюється іншим квазідержавним утворенням — «Луганською народною республікою». "Столицею" "СКНР" було місто Стаханов (теперішня назва — Кадіївка), ватажком квазідержави був український колабораціоніст з Росією Павло Дрьомов. |
| Республіка Каталонія                                                                                          | 2017        | Частина Іспанії | Автономна область Каталонії історично вимагала незалежності від Іспанії. Після невизнаного референдуму, у парламенті було прийнято декларацію про незалежність, але пізніше її було призупинено самим парламентом для проведення переговорів. Після цього іспанський уряд фактично розпустив самопроголошену республіку та оголосив проведення нових регіональних виборів. Деякі представники каталонської влади потрапили у в'язницю, відповідно до іспанської конституції. |
| Херсонська військово-цивільна адміністрація                                                                   | 2022        | Де-юре частина України, де-факто правобережна частина під контролем України, лівобережна під контролем РФ                          | Окупована РФ частина Херсонської області. Внаслідок фейкового референдуму 30 вересня 2022 року була анексована Росією. |
| Запорізька військово-цивільна адміністрація                                                                   | 2022        | Де-юре частина України, де-факто північна частина включно з обласним центром під контролем України, інша частина під контролем РФ. | Окупована РФ частина Запорізької області. Внаслідок фейкового референдуму 30 вересня 2022 року була анексована Росією. |

### Океанія

#### 19 століття
| Назва                                         | Період    | Сьогодні                          | Примітки |
| --------------------------------------------- | --------- | --------------------------------- | --- |
| Австралійська Імперія                         | 1804      | Частина Австралії                 | Проголошена групою повстанців під час повстання засуджених Кастл Хіл. Засуджені обрали Філіпа Каннінгема «королем Австралійської Імперії». Імперія проіснувала близько одного дня, після чого повстання було придушене. |
| Конфедерація Об'єднаних Племен Нової Зеландії | 1835-1840 | Частина Нової Зеландії            | Була проголошена британським резидентом Джеймсом Басбі та вождями північних племен маорі як спроба захистити британські інтереси від французької територіальної експансії. Це призвело до укладання офіційного договору між лідерами маорі та британською короною у 1840 році.                                                                                           |
| Королівство Нова Зеландія                     | 1835-1843 | Частина Нової Зеландії            | Проголошене мандрівником і новозеландським землевласником Шарлем де Тьєррі, який, щоб переконати французький уряд призначити його губернатором, неправдиво стверджував, що племена маорі обрали його своїм сувереном. Пізніше він «приєднав» острів Нуку-Хіва до свого королівства.                                                                                      |
| Королівство Острова Пасхи                     | 1868-1876 | Частина Чилі                      | Проголошене французьким моряком Жаном-Батистом Дютру-Борньє, який скупив більшу частину сильно знелюдненого острова і оголосив свою дружину з-поміж корінного населення його королевою. Королівство припинило своє існування після смерті Дютру-Борньє, а його населення становило всього 111 осіб.                                                                      |
| Королівство Рапа-Нуї                          | 1888-1914 | Частина Чилі                      | Рух за незалежність на острові Пасхи. Через непорозуміння у чилійському договорі про анексію, жителі острова продовжували вважати, що вони зберігають свій суверенітет. Король Ріро Каїнг спробував домовитися з Чилі про збереження суверенітету острова, але помер за загадкових обставин. Після його смерті декілька інших жителів острова оголошували себе королями. |
| Королівство Раіатеа-Тахаа                     | 1888-1897 | Частина Французької Полінезії     | Полінезійське королівство, яке чинило опір французькій анексії Підвітряних островів. Король Раіатеа, Таматоа VI, попросив французький протекторат, та більшість дрібних вождів відмовилися підкорюватися французькій владі і повалили Таматоа. В результаті було створено уряд опору, на трон якого було зведено королеву Туарі.                                         |
| Королівство Хуахіне                           | 1888-1894 | Частина Французької Полінезії     | Полінезійське королівство, яке чинило опір французькій анексії Підвітряних островів. Королева Техаапапа II погодилася на французьку анексію, і, як і на Раіатеа, на острові піднялося антифранцузьке повстання, що об'єднав повстанський уряд із дочкою королеви Теухе на троні.                                                                                         |
| Королівство Бора-Бора                         | 1888-1895 | Частина Французької Полінезії     | Полінезійське королівство, яке чинило опір французькій анексії Підвітряних островів. На відміну від Раіатеа і Хуахіне, Бора-Бора офіційно залишалося нейтральним, але через війну на інших островах Підвітряного архіпелагу, французи змогли встановити контроль над королівством тільки у 1895.                                                                         |
| Незалежна Комуна Франсвіля                    | 1889-1890 | Частина Вануату                   | Співтовариство меланезійців і європейських поселенців. |
| Тимчасовий уряд Гаваїв                        | 1893-1894 | Частина Сполучених Штатів Америки | |
| Республіка Гаваї                              | 1894-1898 | Частина Сполучених Штатів Америки | |

#### 20 століття
| Назва                                     | Період    | Сьогодні                   | Примітки |
| ----------------------------------------- | --------- | -------------------------- | --- |
| Республіка Мінерва                        | 1972      | Частина Тонги              | Лібертаріанська мікродержава, проголошена на рифі Мінерва.                                                            |
| Нація Танна                               | 1974      | Частина Вануату            | Була придушена англо-французьким кондомініумом.                                                                       |
| Республіка Північних Соломонових Островів | 1975-1976 | Частина Папуа Нової Гвінеї | |
| Нація Тафеа                               | 1980      | Частина Вануату            | Чинила опір англо-французькому кондомініуму, який керував ними та який пізніше і поклав край сепаратистській державі. |
| Республіка Вемерана                       | 1980      | Частина Вануату            | Центральну владу Вануату відновлено за допомогою армії з Папуа Нової Гвінеї.                                          |
| Тимчасовий уряд Бугенвіля                 | 1990-1998 | Частина Папуа Нової Гвінеї | Підписав мирну угоду з Папуа Новою Гвінеєю, яка надала острову автономію до проведення референдуму про незалежність.  |